# Museu Nacional d'Antropologia (Angola)
El Museu Nacional d'Antropologia es troba al barri Os Coqueiros, a la ciutat de Luanda, a Angola.
Fou fundat el 13 de novembre de 1976, el Museu Nacional d'Antropologia fou la primera institució museològica creada després de la guerra de la Independència d'Angola esdevinguda un any abans.
Aquesta institució científica, cultural i educativa es dedica a la recollida, la investigació, la conservació, la valorització i la difusió del patrimoni cultural angolès. El Museu Nacional d'Antropologia consta de 14 sales distribuïdes en dues plantes que acullen 6.000 peces tradicionals, com ara utensilis agrícoles, caça i pesca, fosa de ferro, instruments musicals, joies, trossos d'escorça i fotografies dels khoisan., Els que gaudeixen de música tenen l'oportunitat de conèixer els diferents instruments tradicionals d'Angola i escoltar una demostració de l'ús de marimba. La gran atracció del museu és l'habitació de les màscares que presenta els símbols dels rituals dels pobles bantu.
A més del seu nucli permanent, el museu acull també diverses exposicions temporals.